# Ana Rodríguez Rosell
Ana Rodríguez Rosell (Madrid, 11 d'abril de 1975) és una directora de cinema, guionista i productora espanyola.
Va estudiar periodisme en la Universitat Complutense de Madrid. L'any 2007 va fundar la productora Jana Films S.L. juntament amb un grup de professionals del món cinematogràfic, amb la finalitat de produir, dirigir i distribuir un tipus de pel·lícules centrades en les inquietuds humanes i a transmetre esperança. És sòcia de CIMA (Associació de Dones Cineastes i de Mitjans Audiovisuals).
Va iniciar la seva marxa professional amb la realització de cinc curtmetratges: La Musa, Nueve, Una mujer para Ibu (2004), Esta es la noche (2005), Yo y im mi terraza (2006)', i dos documentals ¡EsperaFati! (2007), Quiero ser una gacela (2009), treballs amb els quals va aconseguir diversos premis. Amb el seu primer llargmetratge Buscando a Eimish, de 2011, va participar en nombrosos festivals internacionals i va ser premiat en diversos certàmens. És protagonitzat per Óscar Jaenada, Manuela Vellés, Emma Suárez, Jan Cornet, Carlos Leal, Clara Würnell, Roberto Hoyas, Birol Ünel. Aquesta pel·lícula tracta sobre el paper que juguen les intuïcions, el destí i les energies en les relacions humanes.
El seu segon llargmetratge Falling de 2016, és una coproducció entre República Dominicana i Espanya, i és protagonitzada per Emma Suárez i Birol Ünel. Aquesta pel·lícula parla de l'amor, de la vida i de la mort i la possibilitat de trobar-se en una altra vida. És una història d'alliberament i d'esperança.
El seu primer llargmetratge, Buscando a Eimish, va aconseguir el premi "Signis" del Festival de Màlaga, el Premi Revelació Alfa i Omega (2012), dues nominacions a les Medalles del Cercle d'Escriptors Cinematogràfics (música i director revelació), dos premis del Festival Evolution (millor directora novella i millor actriu principal) i una nominació al Cercle Precolombí. La seva segona pel·lícula, Falling, va aconseguir 15 candidatures als Premis Goya en 2016.